# 前664年8月28日日食
前664年8月28日日食是一次全食帶起於歐洲北海，經過北歐、俄羅斯、蒙古、中國遼河流域、朝鮮半島北部，最終結束於日本東南海面的日全食。

## 文獻記錄
中國儒家經典《春秋經》記載，春秋時期魯莊公二十五年，「九月，庚午朔，日有食之」，經後人推算，西元前664年8月28日中國時區下午15點49分，曾發生一次日全食，魯國國都曲阜可見食分0.84。

## 基本參數
- 類型：全食

- 沙羅周期序號：63
- 日期：前664年8月28日（儒略曆）
- 時間：12時17分52秒 (UTC)
- 地點：北緯54.7°，東經95.4°
- 食分：1.0416
- 太陽高度：46°
- 月球本影路經寬度：193公里
- 全食持續時間：2分59秒

### 注腳
1. ↑  . NASA.   [2009-08-11]. （原始内容存档于2015-04-25） （英语）.
2. ↑  .   [2019-04-07]. （原始内容存档于2021-12-19）.

### 其他參考
- 胡鐵珠《大衍曆交食計算精度》

| \| \| 日食 \|                             |                               |                                            |
| 上一次日食： 前664年3月5日日食 （日環食） | 前664年8月28日日食 （日全食） | 下一次日食： 前663年1月23日日食 （日偏食） |
| 上一次日全食： 前665年3月15日日食         | 前664年8月28日日食 （日全食） | 下一次日全食： 前661年12月21日日食         |
|                                           | 日食                          |                                            |